# Basílica de María Auxiliadora (Lima)
La Basílica de María Auxiliadora de Lima es el principal edificio religioso de la Congregación Salesiana en el Perú. Fue diseñado por el arquitecto italiano P. Ernesto Vespignani gracias al impulso del P. Carlos Pane, ambos sacerdotes salesianos. Fue inaugurado en 1921 como parte de las celebraciones por el Centenario de la Independencia del Perú. En 1962 el Papa Juan XXIII la elevó a Basílica Menor.

## Historia
Los Salesianos llegaron al Perú en 1891. En 1897 se trasladaron a Breña donde en el año 1900 construyeron una capilla dedicada a María Auxiliadora. Desde allí los Salesianos iniciaron la difusión en Lima de la devoción a la Virgen María en su advocación de Auxiliadora de los Cristianos.
En 1906 se inició la construcción de un nuevo templo a María Auxiliadora, pero quedó trunco. Finalmente en 1916 comenzaron los trabajos definitivos.

### Diseño y construcción
EL P. Ernesto Vespignani, autor de los planos, describió así su diseño:

“El Santuario [de María Auxiliadora de Lima] es de estilo románico bizantino, de tres naves, con frente monocuspidal y torre que deberá tener 56 metros de altura. Cubre un área de 2000 metros cuadrados, midiendo 70 metros de largo por 30 de ancho. Tiene tres puertas de acceso en la fachada y dos laterales, y la mayor está protegida por un pórtico cuadrilátero sobre el que se eleva la torre. Otras cuatro pequeñas torres o pináculos subdividen el frente […] Catorce capillas semi-octógonas simuladas al externo por el muro perimetral con ventanas binadas, ofrecen comodidad para altares y confesionarios”.

Y sobre la cripta subterránea, añadió:

“Abarca el espacio del transepto, de las ábsides central y laterales, y además un tramo de la nave mayor del Santuario, desde la cual se baja por una escalinata […] Mide un total de 500 metros cuadrados. En el medio [posee] un elegante templete, armado sobre cuatro columnas”.

Por su parte, el P. Carlos Pane asumió como encargado de las obras del templo, cargo de desempeñó hasta 1923. Su labor principal fue la recolección de recursos para financiar los trabajos.
Las obras del templo se iniciaron en mayo de 1916. Tras el retorno del arquitecto Vespignani a Buenos Aires, el Ing. José Salassa asumió la dirección técnica de los trabajos.

"En los primeros meses se privilegiaron los trabajos en la cripta, limitándose las obras en el templo superior a unos cuantos metros de los muros perimetrales. Fue justamente en la cripta donde el 27 de abril de 1917 tuvo lugar la primera ceremonia vinculada a la construcción del templo: la colocación de la piedra angular, sobre la que se levantaría el altar mayor de la Basílica. Fue apadrinada por el Presidente José Pardo y su esposa en una fecha doblemente simbólica: la Iglesia Peruana celebraba la fiesta de Santo Toribio de Mogrovejo y los Salesianos conmemoraban un nuevo aniversario de la colocación de la primera piedra del Templo de María Auxiliadora en Turín en 1865.
Algunos meses después, el 2 de setiembre de 1917, se realizaba la solemne bendición inauguración de la cripta, también dentro de una fecha significativa: el cierre de las celebraciones del tercer centenario del fallecimiento de Santa Rosa de Lima".
David Franco Córdova. "La Basílica de María Auxiliadora. El diseño y su construcción (1916-1924)". En Boletín Salesiano (Lima), setiembre-octubre 2015.

### Inauguración
Para julio de 1921, mes del Centenario de la Independencia del Perú, el templo aún se encontraba inconcluso. A pesar de ello, se dispuso la ceremonia de bendición para el 29 de julio y la solemne inauguración para el 30, formando parte de los actos oficiales del Centenario con asistencia del Presidente Augusto B. Leguía.
El frontis, con su monumental torre de 56 metros de altura, fue inaugurado el 8 de diciembre de 1924 dentro de las celebraciones por el Centenario de la Batalla de Ayacucho.

#### Libros
- Franco Córdova, David (2016). La basílica de María Auxiliadora de Lima. Cronología (1916 - 2016). Lima: Editorial Salesiana. p. 354.

#### Periódicos y publicaciones
- Franco Córdova, David (septiembre-octubre 2015). «La basílica de María Auxiliadora (I). El diseño y su construcción (1916-1924)». Boletín Salesiano (288).
- Franco Córdova, David (noviembre-diciembre 2015). «La basílica de María Auxiliadora (II). La ornamentación del templo (1924-2015)». Boletín Salesiano (289).
- Franco Córdova, David (enero-febrero 2016). «La basílica de María Auxiliadora (III). La ornamentación de la Cripta (1917-1929)». Boletín Salesiano (290): 9-12.
- Franco Córdova, David (marzo-abril 2016). «La basílica de María Auxiliadora (IV). Cien años de historia (1916-2016)». Boletín Salesiano (291): 8-11.

- Datos: Q21515097
- Multimedia: Basílica María Auxiliadora (Lima) / Q21515097